# Los agitadores
Los agitadores es una película  de comedia dramática sexual argentina de 2022 dirigida por Marco Berger. Narra la historia de un grupo de amigos que pasan su verano en una casa de campo, teniendo como pasatiempo general una serie de juegos sexuales. Está protagonizada por Bruno Giganti, Agustín Machta, Franco De la Puente, Iván Masliah, Facundo Mas, Iván Díaz Benítez y Carlos Carneglia. La película tuvo su estreno mundial el 3 de julio de 2022 en el Festival Internacional de Cine de Karlovy Vary, mientras que su estreno en los cines de Argentina fue el 1 de junio de 2023.

## Sinopsis
La historia se centra en un numeroso grupo de amigos que deciden pasar juntos las fiestas de Navidad y año nuevo en una casa de campo, donde se hacen bromas, se drogan, beben alcohol y tienen sexo con las chicas que suelen ir a visitarlos. Sin embargo, se gesta una situación sexual entre dos amigos que hace que otro miembro del grupo adopte una reacción inesperada y peligrosa.

## Elenco
- Bruno Giganti como Nicolás
- Agustín Machta como Andrés "Andy"
- Franco De la Puente como Juanma "Poli"
- Iván Masliah como Arturo "Artur"
- Facundo Mas como Lucas
- Iván Díaz Benítez como Francisco "El Gordo"
- Carlos Carneglia como Daro "Belo"
- Denis Corat como Gastón "Tongui"
- Jordán Romero como Gabriel "Gago"
- Fernando de Simone como Rafael "Faro"
- Melissa Falter como Lu
- Gastón Frías como Cuñado de Artur
- Victoria Machta como Macarena
- Malena Feijóo como Vicky
- Mariela Guinle como Natalia
- Julieta Tramanzoli como Lula
- Mariel Neira como Guadalupe
- Valentina Cerati como Cande
- Zoe David como Paula
- Diego Intagliata como "El Oso"
- Agustín Verdino como Hermano de Guadalupe
- Marco Berger como Omar

## Recepción

### Comentarios de la crítica
En el sitio web del agregador de reseñas Rotten Tomatoes, la película tiene un índice de aprobación del 63% basado en 8 reseñas, con una calificación promedio de 6.0/10. Noel Murray de Los Angeles Times expresó que la película se trata de «un estudio sombríamente astuto de cómo los hombres en grupos grandes pueden sentirse obligados a estar a la altura de las expectativas de que los chicos serán siempre chicos, lo disfruten o no, y sin importar a dónde los lleve». Kyle Turner de The New York Times señaló que en Los agitadores «todo se desarrolla lentamente y sin propulsión» y que la cinta «es un estudio antropológico claramente trazado sobre la masculinidad tóxica y la homofobia y misoginia generalizadas».
En una reseña para Nota al pie, Cristian Domínguez escribió que «el film resulta una interesante exploración del machismo que aún reina en la sociedad de hoy en día» y «su director presenta lo principal con cierto halo de superficialidad, como camuflado dentro de una atmósfera provocativa y divertida pero que con el tiempo muta a un drama y hasta misterio».